# Ignacio Giampaoli
Ignacio Giampaoli (nacido el 19 de febrero de 1992) es un futbolista profesional argentino-italiano que actualmente juega como centrocampista en el Taurinos FC de la LPR Pro o también conocida como la Primera División de Fútbol de Puerto Rico (Liga Puerto Rico). 
Siendo esta su segunda experiencia en dicho país, ya que, anteriormente formó parte del plantel de Metropolitan FA con el cual disputó rondas preliminares de la Liga de Campeones de la Concacaf a través de su clasificación a la 2024 CFU Club Shield. Giampaoli, Fue transferido el 1 de junio de 2024 desde Llandudno FC de la 2da división del Fútbol de Gales.
Anteriormente a su participación en la liga Cymru North (2da división del Fútbol de Gales), fue transferido en condición libre desde el Miami Athletic Club de los Estados Unidos, club con el cual compitió por la liga USL League Two y la copa US Open Cup.
En Gibraltar, finalizó su temporada 2022-2023 como jugador del College 1975 Football Club para la segunda parte de la Liga Nacional de Gibraltar y del Mons Calpe Sporting Club, equipo al cual perteneció la primera mitad de la temporada 2022/2023.

## Carrera en el club

### Carrera juvenil y universidad
Comenzó su carrera futbolística a los 11 años en el CEF 18 de su provincia natal, Tucumán, y jugó allí hasta los 15, cuando fichó por el San Martín de Tucumán. Tras unos años en las divisiones inferiores de San Martín, Giampaoli fue ojeado para entrenar con el equipo sub-21 del AFC Bournemouth.
En el año 2011, como estudiante de la Universidad del Norte Santo Tomás de Aquino, fue elegido para jugar en el equipo de fútbol de su universidad que juega en la liga CODUCA.

### Carrera senior
Tuvo su debut profesional con el club de su ciudad natal San Martín De Tucumán en el año 2011, temporada 2010-2011 de la B Nacional hoy conocida como Primera Nacional del fútbol argentino. 
En el año 2014 firmó un contrato profesional con el Deportivo Iztapa de la primera división guatemalteca.
Ese mismo año, Giampaoli fue uno de los tres ganadores del Gatorade G-Camp Argentina 2014, elegido por el staff (Juan Pablo Varsky, Víctor Hugo Marchesinii, Diego Placente y Horacio Elizondo) y tras entrenar en Casa Amarilla fue premiado con la oportunidad de jugar para IMG Academy en Estados Unidos.
Su experiencia jugando en Guatemala y en la Academia IMG atrajo el interés del club checo FC Písek, que lo fichó por un contrato de dos años el 1 de enero de 2016. Inmediatamente lo incorporaron a la plantilla para jugar en la Liga de Fútbol de Bohemia (tercera división de la liga checa).
El 1 de julio de 2017 (ventana de transferencias de mitad de temporada en Australia), Giampaoli fue transferido como agente libre a Weston Bears.
Una vez finalizada su temporada en el Weston Bears, regresó a Estados Unidos para jugar en el FC Golden State Force de la USL League Two (también conocida como PDL/Premier Development League, 4ª división estadounidense). El equipo se proclamó campeón de la USL PDL Southwest Division y tuvo la oportunidad de jugar la U.S. Open Cup 2018. Un año tan exitoso le llevó a fichar por el Devonport City FC para jugar de nuevo en Australia la siguiente temporada (2019), esta vez en la zona de Tasmania de la National Premier Leagues.
En la temporada 2019-20 jugó en el Hamilton Wanderers AFC de Nueva Zelanda en la ISPS Handa Premiership (entonces entrenado por Ricki Herbert, que llevó a la selección nacional de Nueva Zelanda a clasificarse para la Copa Mundial de Fútbol de 2010).
Después pasó media temporada jugando como centrocampista ofensivo en el Aris Archangelos de la liga Gamma Ethniki de Grecia.
En diciembre de 2021 firmó un precontrato con el Cefn Druids, de la Cymru Premier, pero unos meses después se convirtió en agente libre.
En enero de 2024, llegó a un acuerdo con Llandudno FC de la 2da división del Fútbol de Gales y firmó contrato hasta el 30 de junio de este mismo año (fin de la temporada 2023-2024)

## Carrera internacional
En 2009, Giampaoli fue convocado por el seleccionador José Luis Brown (El Tata) para representar a Argentina Sub-17 en las Eliminatorias Mundialistas. Después de jugar un amistoso contra Venezuela y en consideración para la convocatoria contra Honduras en el Campeonato Sudamericano Sub-17, sufrió una lesión de tobillo, poniendo fin a la posibilidad de volver a ser convocado para participar en la Copa Mundial Sub-20 de la FIFA 2011 en Colombia.